# Old Ways
| 전문가 평가      | 전문가 평가 |
| 평가 점수        | 평가 점수   |
| 출처             | 점수        |
| ---------------- | ----------- |
| AllMusic         | [ 1 ]       |
| Robert Christgau | (B)         |
| Rolling Stone    | (favorable) |
| Kerrang!         | [ 4 ]       |

《Old Ways》는 1985년 8월 12일, 게펀 레코드에서 발매된 캐나다의 음악가이자 싱어송라이터 닐 영의 열네 번째 스튜디오 음반이다.

## 배경
영은 원래 1983년 《Old Ways》라는 컨트리 음반을 발매할 계획이었기 때문에 인터뷰에서 이 음반을 《Old Ways II》라고 불렀다. 영의 음반사인 게펀 레코드는 영에게 "로큰롤" 음반을 요구했고, 영은 1983년 《Everybody's Rockin'》의 형태로 그들에게 줄 것이다.
게펀과의 소송이 영의 손을 들어주는 것으로 끝난 후, 그는 그것을 채우기 위해 몇 곡을 추가로 작곡함으로써 미완성된 《Old Ways》를 완성했다. 《Old Ways I》는 아직 공개되지 않은 많은 곡들을 포함하고 있었는데, 그 중 하나인 〈Depression Blues〉는 후에 영의 게펀 시대 컴필레이션 음반인 《Lucky Thirthen》에 실렸다.
타이틀곡과 〈Get Back to the Country〉는 뮤직 비디오와 함께 싱글로 발매되었지만, 그의 이전 비디오와 마찬가지로 MTV는 그것들을 대부분 무시했다. 이 음반은 상업적으로 거의 완전히 실패했고, 현재까지 영의 가장 낮은 판매량 음반 중 하나로 남아있다. 좋지 않은 반응에도 불구하고, 그는 《Old Ways》를 순회하며 그의 오래된 콘서트 스테이플들과 함께 그것의 자료를 라이브로 연주했다. 이 시기에 영은 라이브 에이드에서 데이비드 크로스비, 스티븐 스틸스, 그레이엄 내시와 재회하여 10년 만에 콰르텟의 첫 공연을 가짐으로써 훨씬 더 많은 관심을 받았다.

## 곡 목록
모든 곡들은 특별한 언급이 없는 한 닐 영에 의해 작사/작곡하였다.
| #  | 제목                                 | 작사·작곡                  | 재생 시간 |
| -- | ------------------------------------ | -------------------------- | --------- |
| 1. | 〈The Wayward Wind〉                 | 허브 뉴먼, 스탠리 레보스키 | 3:12      |
| 2. | 〈Get Back to the Country〉          |                            | 2:50      |
| 3. | 〈Are There Any More Real Cowboys?〉 |                            | 3:03      |
| 4. | 〈Once an Angel〉                    |                            | 3:55      |
| 5. | 〈Misfits〉                          |                            | 5:07      |

| #  | 제목                              | 재생 시간 |
| -- | --------------------------------- | --------- |
| 1. | 〈California Sunset〉             | 2:56      |
| 2. | 〈Old Ways〉                      | 3:08      |
| 3. | 〈My Boy〉                        | 3:37      |
| 4. | 〈Bound for Glory〉               | 5:48      |
| 5. | 〈Where Is the Highway Tonight?〉 | 3:02      |